# Raudejaure
Raudejaure är en sjö i Härjedalens kommun i Härjedalen och ingår i Göta älvs huvudavrinningsområde. Sjön har en area på 0,35 kvadratkilometer och ligger 788,3 meter över havet. Raudejaure ligger i Rogen Natura 2000-område. Vid provfiske har abborre, lake och röding fångats i sjön.

## Delavrinningsområde
Raudejaure ingår i det delavrinningsområde (692335-131641) som SMHI kallar för Utloppet av Raudejaure. Medelhöjden är 812 meter över havet och ytan är 2,27 kvadratkilometer. Det finns inga avrinningsområden uppströms utan avrinningsområdet är högsta punkten. Vattendraget som avvattnar avrinningsområdet har biflödesordning 3, vilket innebär att vattnet flödar genom totalt 3 vattendrag innan det når havet efter 727 kilometer. Avrinningsområdet består mestadels av skog (23 procent) och kalfjäll (62 procent). Avrinningsområdet har 0,35 kvadratkilometer vattenytor vilket ger det en sjöprocent på 15,6 procent.